# Національна лотерея (Британія)
Національна лотерея Британії (англ. National Lottery) — національна лотерея в Сполученому Королівстві, франшизи якої діють по території всієї країни. Це одна з найпопулярніших форм азартних ігор у Великій Британії.
Компанія керується Camelot Group, що отримала ліцензії 1994, 2001 і 2007 року. Спочатку лотерея підпорядковувалася Національній комісії з лотерей, яка з часом була закрита, а її обов'язки передані Комісії з питань грального бізнесу, створеній урядом Джона Майора 1994 року.
Усі премії виплачуються одним платежем і не обкладаються податком. З усіх отриманих грошей 53 % припадає на призовий фонд, а 25 % — на «добрі справи», визначені Парламентом (хоча деякі з них деякі вважають формою податку). 12 % припадає на уряд Великої Британії як лотерейне мито, 4 % — роздрібним торговцям як комісійні, 5 % — оператору Camelot Group, 4 % — на покриття операційних витрат та 1 % — на прибуток. Лотерейні квитки та скретч-карти (з'явились 1995 року) можуть купувати лише люди віком від 16 років.

## Історія

### Ранні роки
Статут 1698 р. визнавав будь-які лотереї в Британії незаконними, якщо зворотнє не було встановлено статутом. Державні лотереї були створені Банком Англії для отримання грошей на «добрі справи», а також для того, щоб Британія могла оплачувати військові дії. Ранні англійські державні лотереї включали «Мільйонну лотерею» (1694) та «Солодову лотерею» (1697).
Закон 1934 року легалізував дрібні лотереї.

### 20 століття
Лотерея Національної служби охорони здоров'я почала роботу 1988 року, але була скасована з юридичних причин ще до першої гри.
Державна лотерея Британії створена за ліцензією уряду Джоном Мейджором 1993 року. Лотерея надається франшизі приватним операторам, 25 травня 1994 року франшизу отримала Camelot Group.
Перший розіграш відбувся 19 листопада 1994 року на телебаченні. Сім переможців джекпоту розділили призом у розмірі 5.874.778 фунтів.
Квитки стали доступними на острові Мен 2 грудня 1999 року на прохання Тинвальду.
12 червня 1999 року запущено другий тип лотерей, Thunderball.

### 21 століття
2002 року лотерея провела ребрендинг з метою боротьби з падінням продажів. Основна гра була перейменована в Lotto, а лотерея Extra стала Lotto Extra, хоча Camelot пізніше й Lotto Extra 8 липня 2006 року через низькі продажі. Стилізований логотип схрещених пальців було модифіковано.
16 березня 2018 року через кібератаку оператор порадив 10 млн гравців з онлайн-акаунтами змінити паролі.

## Вимоги
Вимоги щодо лотереї включають такі правила:
- Гравці повинні мати принаймні 16 років, щоб купувати скретч-карти або грати в лото
- Квитки можна придбати особисто в затверджених пунктах у Британії або через інтернет
- Купівля квитків в інтернеті на сайті лотереї обмежена лише людьми, які мають банківський рахунок у Британії і живуть у Британії чи на острові Мен і фізично перебувають там же під час покупки
- Лотерейні квитки не підлягають передачі

Дві лотерейні стійки в супермаркеті, 2009 рік

## Регулювання
Національна лотерея регулюється Комісією з азартних ігор. Попередніми керівними органами були Управління Національної лотереї (OFLOT) до 1 квітня 1999 року та Національна комісія з лотереї — позавідомчий громадський орган, який звітує перед Департаментом культури, ЗМІ та спорту — до 1 жовтня 2013 року.
Лотерея в сучасному вигляді була заснована 1993 року в рамках Національної лотереї. Закон 1993 року згодом було реформовано відповідно до Закону про національну лотерею 1998 року та Закону про національну лотерею 2006 року.
Національна лотерея є членом Всесвітньої асоціації лотерей.